# Johanna Görke
Johanna Görke (* 10. Mai 1942 in Berlin) ist eine deutsche Malerin und Grafikerin, die in den Bereichen Tafelbild, Druckgrafik und Wandmalerei künstlerisch tätig ist.

## Leben
Johanna Görke studierte von 1961 bis 1966 an der Hochschule für bildende und angewandte Kunst Berlin-Weißensee und schloss mit dem Diplom ab. Anschließend richtete sie sich ein Atelier in Woltersdorf (bei Berlin) ein und wurde Mitglied im Verband Bildender Künstler der DDR. Sie schuf zahlreiche Werke für den öffentlichen Raum, großflächige Tafelbilder für Kindereinrichtungen.
1984 reiste Johanna Görke aus der DDR nach Ostwestfalen aus. Hier war sie künstlerisch und pädagogisch tätig, schuf Kulissen für das Bielefelder Puppentheater, wissenschaftliche- und Kinderbuch-Illustration, Temperabilder, Zeichnungen und Landschaftsstudien.
1996 kehrte sie nach Woltersdorf zurück.
Im Jahr 2012 schuf sie das Wandbild für das Familienförderzentrum Panke-Haus.